# Un dîner en famille
Un dîner en famille est un dessin de presse de Caran d'Ache qui fait référence à l'affaire Dreyfus. Daté du 13 février 1898, il a été publié dans Le Figaro le 14 février 1898, en page 3.

## Description
Un dîner en famille est un diptyque composé de deux dessins superposés, le premier représentant une famille attablée pour le début du dîner avec le texte « — Surtout ! ne parlons pas de l'affaire Dreyfus ! », le second représentant la même famille, plus tard, se battant autour de la table avec le texte « … Ils en ont parlé… ».

## Contexte politique
Le dessin décrit la division de la société française entre dreyfusards et anti-dreyfusards durant l'affaire Dreyfus. L'auteur de la caricature, Caran d'Ache, est membre de la Ligue de la patrie française, ligue antidreyfusarde,.

## Réutilisation
Cette illustration est aujourd'hui devenue une référence pour illustrer les débats qui passionnent toutes les tranches de la société, sur lesquels tous se forgent un avis, mais sur lesquels personne ne convainc personne.